# U-585 (tàu ngầm Đức)
U-585 là một tàu ngầm tấn công  Lớp Type VII thuộc phân lớp Type VIIC được Hải quân Đức Quốc Xã chế tạo trong Chiến tranh Thế giới thứ hai. Nhập biên chế năm 1941, nó chỉ thực hiện được bốn chuyến tuần tra và không đánh chìm được mục tiêu nào. Trong chuyến tuần tra sau cùng, U-585 bị đắm do trúng thủy lôi trong biển Barents vào ngày 30 tháng 3, 1942.

## Thiết kế và chế tạo

### Thiết kế

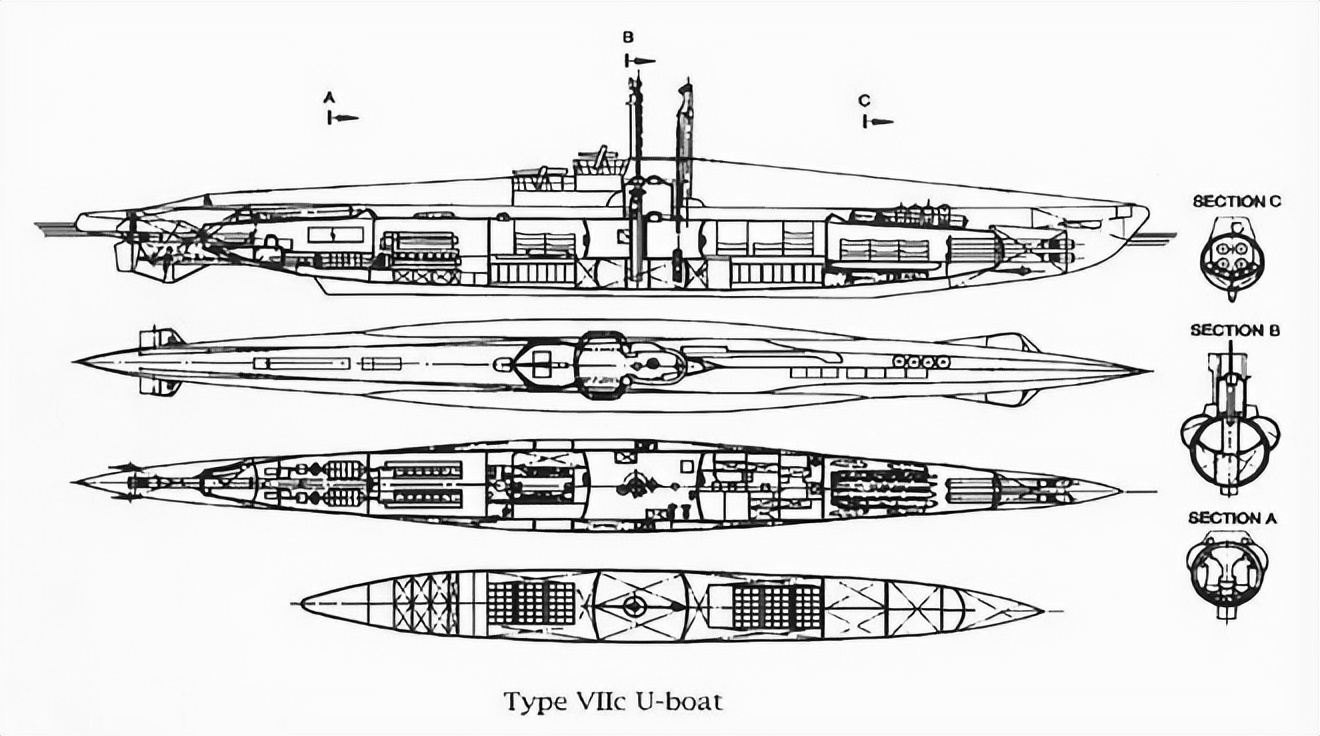
Sơ đồ các mặt cắt một tàu ngầm Type VIIC

Phân lớp VIIC của Tàu ngầm Type VII là một phiên bản VIIB được kéo dài thêm. Chúng có trọng lượng choán nước 769 t (757 tấn Anh) khi nổi và 871 t (857 tấn Anh) khi lặn). Con tàu có chiều dài chung 67,10 m (220 ft 2 in), lớp vỏ trong chịu áp lực dài 50,50 m (165 ft 8 in), mạn tàu rộng 6,20 m (20 ft 4 in), chiều cao 9,60 m (31 ft 6 in) và mớn nước 4,74 m (15 ft 7 in).
Chúng trang bị hai động cơ diesel Germaniawerft F46 siêu tăng áp 6-xy lanh 4 thì, tổng công suất 2.800–3.200 PS (2.100–2.400 kW; 2.800–3.200 bhp), dẫn động hai trục chân vịt đường kính 1,23 m (4,0 ft), cho phép đạt tốc độ tối đa 17,7 kn (32,8 km/h), và tầm hoạt động tối đa 8.500 nmi (15.700 km) khi đi tốc độ đường trường 10 kn (19 km/h). Khi đi ngầm dưới nước, chúng sử dụng hai động cơ/máy phát điện Garbe, Lahmeyer & Co. RP 137/c  tổng công suất 750 PS (550 kW; 740 shp). Tốc độ tối đa khi lặn là 7,6 kn (14,1 km/h), và tầm hoạt động 80 nmi (150 km) ở tốc độ 4 kn (7,4 km/h). Con tàu có khả năng lặn sâu đến 230 m (750 ft).
Vũ khí trang bị có năm ống phóng ngư lôi 53,3 cm (21 in), bao gồm bốn ống trước mũi và một ống phía đuôi, và mang theo tổng cộng 14 quả ngư lôi, hoặc tối đa 22 quả thủy lôi TMA, hoặc 33 quả TMB. Tàu ngầm Type VIIC bố trí một hải pháo 8,8 cm SK C/35 cùng một pháo phòng không 2 cm (0,79 in) trên boong tàu. Thủy thủ đoàn bao gồm 4 sĩ quan và 40-56 thủy thủ.

### Chế tạo
U-585 được đặt hàng vào ngày 8 tháng 1, 1940, và được đặt lườn tại xưởng tàu của hãng Blohm & Voss ở Hamburg vào ngày 1 tháng 10, 1940. Nó được hạ thủy vào ngày 8 tháng 7, 1941, và nhập biên chế cùng Hải quân Đức Quốc Xã vào ngày 28 tháng 8, 1941 dưới quyền chỉ huy của Hạm trưởng, Đại úy Hải quân Ernst-Bernward Lohse.

## Lịch sử hoạt động
Sau khi hoàn tất việc huấn luyện trong thành phần Chi hạm đội U-boat 6, U-585 tiếp tục phục vụ cùng đơn vị này để hoạt động trên tuyến đầu cho đến khi bị mất.

### Chuyến tuần tra thứ nhất
Sau khi di chuyển từ cảng Kiel, Đức đến cảng Trondheim, Na Uy vào cuối tháng 12, 1941, và sau đó đến Neidenfjord (về phía Tây Bắc Murmansk) vào đầu tháng 1, 1942, U-585 lên đường từ đây vào ngày 15 tháng 1 cho chuyến tuần tra đầu tiên trong chiến tranh. Chuyến hoạt động trong biển Barents  chỉ kéo dài bảy ngày, và kết thúc tại cảng Kirkenes ở phía cực Bắc Na Uy vào ngày 21 tháng 1.

### Chuyến tuần tra thứ hai và thứ ba
U-585 thực hiện chuyến tuần tra thứ hai trong biển Barents từ ngày 25 tháng 1 đến ngày 21 tháng 2, cùng xuất phát và kết thúc tại Kirkenes.
Từ đây nó lại có chuyến tuần tra tiếp theo từ ngày 15 tháng 3, và tiếp tục hoạt động trong biển Barents. Đến ngày 24 tháng 3, đợt tấn công bằng mìn sâu của ba tàu đối phương ở vị trí về phía Đông Bắc Kirkenes đã gây hư hại nặng cho các ống phóng ngư lôi phía trước, đến mức chiếc U-boat phải kết thúc chuyến tuần tra và quay trở về căn cứ vào ngày hôm sau 25 tháng 3.

### Chuyến tuần tra thứ tư – Bị mất
U-585 xuất phát từ Kirkenes vào ngày 28 tháng 3 cho chuyến tuần tra thứ tư, cũng là chuyến cuối cùng, để hoạt động trong biển Barents với nhiệm vụ đánh chặn Đoàn tàu PQ-17. Đến 06 giờ 50 ngày hôm sau 29 tháng 3 ngoài khơi Varanfjord, tàu ngầm Liên Xô M-171 đã phóng hai quả ngư lôi tấn công một tàu ngầm không rõ nhận dạng đang rời cảng, nhưng không trúng đích. Nhiều khả năng mục tiêu đó chính là U-585, cho dù chiếc U-boat không báo báo về vụ tấn công.
Sang ngày 30 tháng 3 U-585 trúng một quả thủy lôi Đức tại bãi mìn "Bantos-A" và đắm ở vị trí về phía Đông Bắc bán đảo Rybachy, tại tọa độ khoảng 70°00′B 40°00′Đ / 70°B 40°Đ. Toàn bộ 44 thành viên thủy thủ đoàn của U-585 đều đã tử trận.
Trước đây có nguồn cho rằng U-585 bị tàu khu trục Anh HMS Fury đánh chìm vào ngày 29 tháng 3. Cuộc tấn công này thật ra nhắm vào tàu ngầm U-378 nhưng không gây hư hại nào. Một nguồn khác lại cho rằng U-585 bị tàu khu trục Liên Xô Gremyashchy đánh chìm vào ngày 30 tháng 3. Cuộc tấn công này thật ra nhắm vào tàu ngầm U-435 mà không đem lại kết quả.

### "Bầy sói" tham gia
U-585 từng tham gia một bầy sói:
- Eiswolf (29 – 30 tháng 3, 1942)